# Virtus.pro
Virtus.pro (VP, «Медведи») — мультигейминговая киберспортивная организация со штаб-квартирой в Ереване, основанная в 2003 году в России. Клуб является семикратным чемпионом международных турниров категории Major в Dota 2 и Counter-Strike 2, входит в топ-10 мира по выигранным призовым (около 20,5 млн долларов). Клуб представлен в следующих игровых дисциплинах: Dota 2, Counter-Strike 2, Rainbow Six Siege, EFT: Arena, PUBG Mobile, Standoff 2, EA Sports FC, Apex Legends, PUBG: Battlegrounds, Rennsport, Honor of Kings, Overwatch 2, Call of Duty: Warzone, Deadlock, Mobile Legends: Bang Bang, Marvel Rivals, Teamfight Tactics, CrossFire, Chess, Fatal Fury, Free Fire, Tekken.

## История клуба
Клуб Virtus.pro был основан в ноябре 2003 года продюсером Ириной «Runcha» Семеновой. Название «Virtus.pro» означает «доблесть профессиональна» (от латинского «Beatitudo nоn est virtutis praemium, sed ipsa virtus»). Клуб был создан на базе команды по Counter-Strike 1.6 (CS), в изначальный ростер входили игроки Иван «F_1N» Кочугов, Петр «Patrik» Захаров, Виктор «Sally» Филимонченко, Виталий «Ant1killer» Смирнов и Сергей «MegioN» Игнатко (последний с 2017 года возглавляет киберспортивный клуб forZe). В числе значимых достижений состава по CS стоит выделить бронзовые медали ESWC 2004, а также первые места на ACON 5 и Intel Challenge Cup 2007. В 2006 году у Virtus.pro также появился состав по DotA Allstars.
В 2009 году клуб взял паузу и заморозил все составы. Пауза продлилась до апреля 2011 года, когда Антон «Sneg1» Черепенников (присоединившийся к клубу в роли инвестора и руководителя) и Ирина «Runcha» Семенова объявили о возобновлении деятельности Virtus.pro. Основой для команды по Counter-Strike 1.6 стал состав Iron Will. Вскоре после этого Ирина Семенова покидает Virtus.pro, полностью передав клуб Антону Черепенникову. В 2012 году Virtus.pro также открывает состав по Dota 2.
В 2015 году Антон Черепенников совместно с Александром Кохановским, владевшим в то время клубом NAVI, создаёт киберспортивный холдинг ESforce, в который вместе с рядом других киберспортивных активов вошёл и клуб Virtus.pro.
В 2016 году генеральным менеджером Virtus.pro назначен Роман Дворянкин, ранее руководивший маркетингом в хоккейном клубе «Спартак».
23 января 2018 года Mail.ru Group выкупила холдинг ESforce вместе с клубом Virtus.pro за 100 млн долларов.
В конце 2019 — начале 2020 гг. сменился генеральный менеджер клуба: вместо Романа Дворянкина им стал Сергей Гламазда, ранее занимавший должность директора по развитию новых вертикалей в российском офисе компании Nielsen. 5 апреля 2022 г. Сергей Гламазда покинул Virtus.pro, клуб перешёл под прямое управление менеджмента ESforce.
Игроки составов Virtus.pro по Dota 2, CS:GO и Fortnite в 2019—2020 гг. четыре раза принимали участие в телешоу «Вечерний Ургант» на «Первом канале».
16 сентября 2022 года СМИ сообщили, что Арам Караманукян стал новым CEO и инвестором клуба. В октябре 2022 года организация переместила свой главный офис в Армению.
Согласно отчётности группы VK, опубликованной в начале 2023 года, цена продажи составила 174 миллиона рублей, что на 13 миллионов выше балансовой стоимости.

## Активные подразделения

### DotA и Dota 2

#### 2006—2008
Первый состав по Dota (версия Dota Allstars) появился у Virtus.pro в 2006 году. Клуб подписал команду Magic aGe, которая на тот момент была одной из сильнейших в СНГ. NS, Vigoss, ARS-ART, JoliE и Admiration в 2007—2008 выиграли три подряд турнира серии MYM PriDe и играли в финалах нескольких ASUS Open Cup.
В 2008 году из-за проблем с финансированием состав был распущен, а большинство игроков присоединилось к команде Rush3d.

#### 2012—2013
Состав по Dota 2 появился у Virtus.pro в мае 2012 года. В него вошли Ярослав «NS» Кузнецов, Андрей «Dread» Голубев, Александр «Santa» Колтан, Куро «KuroKy» Салехи Тахасоми и Николай «Azen» Беляков. Перед квалификацией на чемпионат мира The International 2012 вместо Azen и Dread в команду пришли Scandal и blowyourbrain. В таком составе VP не удалось попасть на главный турнир года, после чего в команде остались только NS и Santa.
16 сентября 2012 к Virtus.pro присоединились KSi, Crazy и lllidan. В марте 2013 вместо Santa в команду приходит ARS-ART. Самое значимое достижение этого состава — победа на The Defence Season 3. Результаты по ходу сезона позволили команде получить прямой инвайт на The International 2013. На TI Virtus.pro удалось выиграть всего три карты в группе и выйти в нижнюю сетку плей-офф. В первом же матче Virtus.pro ждало поражение от сингапурской команды Zenith и итоговое 13-16 место.

#### 2013—2014
После неудачного The International 2013 состав Virtus.pro ждали изменения. В команду пришли звёздные новички: Сергей «G» Брагин, Артур «Goblak» Костенко, Дмитрий «LighTofHeaveN» Куприянов и молодой талант Роман «Resolut1on» Фоминок. В первые два месяца этот состав занял последние места на нескольких на онлайн-турнирах и квалификациях, и уже в октябре последовали замены. В квалификации на The International 2014 в Virtus.pro играли Illidan, G, ARS-ART, JotM и NS. Команда заняла второе место и получила право сыграть в «wild-card» раунде за выход в основную стадию чемпионата, но в решающей игре VP не удалось обыграть корейскую команду MVP.Phoenix, и на главном турнире года «медведи» не сыграли.

#### 2014—2016
Перед началом сезона 2014/2015 ARS-ART и Illidan вновь покинули VP, а NS закончил карьеру игрока. На смену им пришли BZZ, yol и sedoy. Параллельно с этим Virtus.pro подписывает состав NVMI (Illidan, Scandal, DKPhobos, Lil, Goblak) и переименовывает его в VP.Polar.
Первый состав Virtus.pro до конца 2014 года выиграл MSI Beat IT 2014 и дошёл до финала XMG Captains Draft 2.0. В начале 2015 года результаты команды пошли на спад и 11 марта руководство Virtus.pro распускает первую команду по Dota 2. 15 апреля состав VP.Polar был подписан в качестве основного и принёс клубу первый серьёзный успех на The International 2015. Illidan, God, DkPhobos, Lil и fng заняли 5-6 место на TI5, обыграв в плей-офф одного из главных фаворитов турнира — Team Secret. На тот момент это было лучшим результатом в истории клуба.
2 декабря 2015 место Illidan занял Silent из Team Empire, однако в марте следующего года у него начались проблемы со здоровьем, и он был вынужден уйти из команды. Его место временно занял ALOHADANCE, а вместо Lil и DkPhobos в команду пришли NoFear и yoky-. Команда не смогла пройти отбор на The International 2016. 30 июня 2016 руководство Virtus.pro объявляет о роспуске состава.

#### 2016—2017
В августе 2016 года у Virtus.pro появился новый состав по Dota 2: известный российский киберспортсмен Алексей «Solo» Березин собрал команду, в которую вошли Роман «RAMZES666» Кушнарев, Владимир «No[o]ne» Миненко, Павел «9pasha» Хвастунов и Илья «Lil» Ильюк. За несколько месяцев игроки квалифицировались на четыре крупнейших турнира, выиграли The Summit 6 и отметились беспроигрышной серией из 17 матчей. В следующем году «медведи» стали вторыми на The Kiev Major и победили на The Summit 7. По ходу сезона к команде присоединился Иван «ArtStyle» Антонов в качестве тренера. На The International 7 «медведи» вновь заняли 5-6 место.

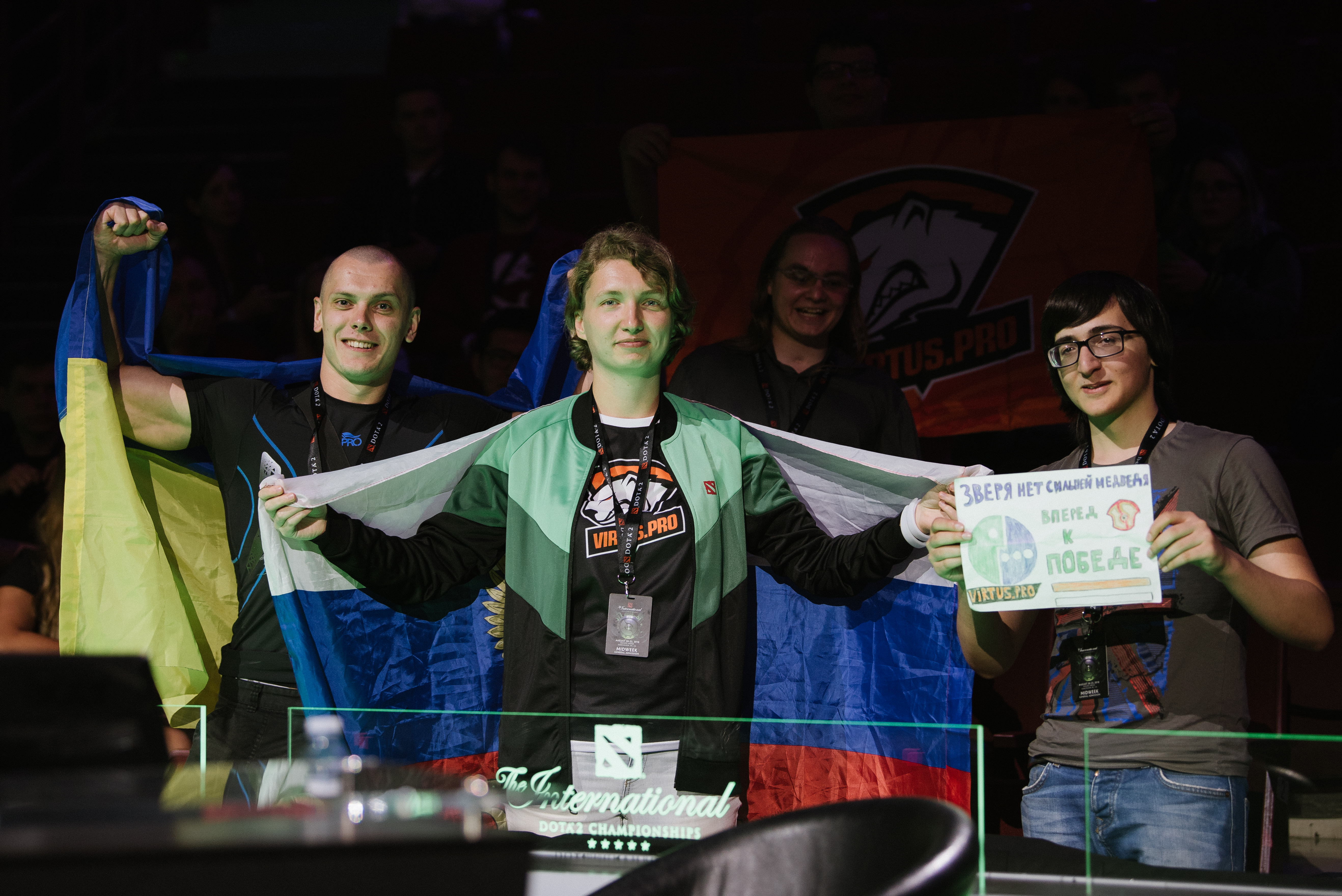
Фанаты Virtus.pro на The International 2018

#### 2017—2019
Сезон 2017/18 команда начала с победы на ESL One Hamburg 2017, но затем игроки Virtus.pro неудачно выступили на DreamLeague Season 8 и ряде следующих турниров. По итогам ESL One Genting 2018 было принято решение расстаться с саппортом Ильёй «Lil» Ильюком, которого заменил Владимир «RodjER» Никогосян из NAVI. С Роджером команда выиграла ещё три мейджора — ESL One Katowice 2018, The Bucharest Major, ESL One Birmingham, а на супермейджоре в Шанхае заняла второе место. На The International 2018 Virtus.pro удалось повторить своё лучшее достижение — 5-6 место. После этого команду покинул тренер ArtStyle, а обязанности капитана перешли от Solo к RAMZES.
В 2018 году Роман «RAMZES666» Кушнарев получил премию AdIndex Awards 2018 в номинации Esports Influencer 2018, попал в российский список «30 до 30» от Forbes и возглавил список «героев завтрашнего дня» от РБК. Кроме того, журнал Esquire назвал его одним из «12 апостолов нашего времени». Кроме того, Роман Кушнарёв стал амбассадором бренда Head & Shoulders (промо-ролик и рекламные материалы с Романом были выпущены в рамках поддержки новой линейки шампуней). Чуть позже в том же году капитан VP Алексей «Solo» Березин снялся в рекламном ролике бренда Gillette.
Перед началом нового сезона у Virtus.pro появился новый тренер 一 Арсений «ArsZeeqq» Усов. Команда уверенно выиграла первый мейджор сезона 2018/19, а на двух последующих занимала вторые места. Интересно, что команда Virtus.pro играла в гранд-финалах пяти мейджоров подряд — это абсолютный рекорд. В рейтинговом сезоне 2018/19 Virtus.pro заняла второе место и отправилась на шанхайский The International 2019 в числе фаворитов. Таким образом, после введения рейтинга DPC (Dota Pro Circuit) игроки Virtus.pro по Dota 2 два раза подряд первыми обеспечивали себе участие в The International (в 2018 и 2019 годах).
В Китае у Virtus.pro есть местное прозвище «Мощная заруба». Именно оно было написано иероглифами на специальной форме команды к шанхайскому чемпионату мира. Перед началом турнира к команде в качестве тренера присоединился Анатолий «boolk» Иванов, задачей которого было наладить внутриигровое взаимодействие в команде. На «TI9» Virtus.pro показывает худший результат с 2013 года, заняв 9-12 место после поражения от китайской команды RNG во втором раунде нижней сетки. Так завершился период, который называли временем «золотого состава Virtus.pro».

#### С 2019
В начале сезона 2019/20 состав VP сильно изменился: игроки RAMZES, 9pasha и тренер ArsZeeqq покинули команду, RodjER был выставлен на трансфер. К Virtus.pro вновь присоединился Роман «Resolut1on» Фоминок, а также Егор «epileptick1d» Григоренко и Виталий «Save-» Мельник. Главным тренером команды стал boolk. В таком составе команда выиграла отбор на первый майнор нового сезона DOTA Summit 11.
Virtus.pro удалось пройти квалификацию на второй мейджор сезона, DreamLeague Season 13: The Leipzig Major. Однако на самом турнире «медведи» не выиграли ни одной карты и заняли 13-16 место, вследствие чего в команде вновь произошли замены. 3 февраля 2020 было объявлено о том, что Егор «epileptick1d» Григоренко и Виталий «Save-» Мельник переведены в запас, а их место в основном составе заняли Заур «Cooman» Шахмурзаев (в качестве стендина) и Бакыт «W_Zayac» Эмилжанов.
4 апреля вместо Cooman в команду пришёл Игорь «iLTW» Филатов. В обновлённом составе Virtus.pro становится чемпионом ESL One Los Angeles 2020 — Online: Europe & CIS, в финале обыграв двукратных чемпионов мира OG. На тот момент игроки Virtus.pro по Dota 2 четыре раза получали титул MVP на турнирах серии ESL One: Solo стал MVP ESL One Hamburg 2017, RodjER — ESL One Katowice 2018, No[o]ne — ESL One Birmingham 2018 и ESL One Los Angeles 2020.
После череды неудач на турнирах состав был расформирован и заменён игроками VP.Prodigy.
13 декабря 2020 года обновлённый состав Virtus.pro победил во втором сезоне EPIC League, обыграв в гранд-финале двукратных чемпионов мира OG и выиграв $200 тыс..
Весной 2022 года студия Beyond The Summit сообщила в Twitter, что сняла команду Virtus.pro по дисциплине Dota 2 с квалификации на ESL One Stockholm Dota Major 2022. 29 апреля 2022 года игрок Иван «Pure» Москаленко нарисовал на мини-карте букву «Z» во время матча с командой Mind Games. Это возмутило многих украинских представителей Dota-сообщества, а Beyond The Summit пообещали обсудить этот инцидент с компанией Valve. Игрок сообщил, что подобное произошло случайно, записал видео с извинениями.
28 апреля Москаленко в Virtus.pro сменил Роман «RAMZES666» Кушнарёв, ранее уже выступавший за клуб в его «золотом составе».
Virtus.pro приняла участие в турнире 1win Series Dota 2 Summer, который прошёл в июне 2024 года с участием восьми приглашённых команд, заняв 5–6 места.

#### VP.Prodigy
1 апреля 2020 года Virtus.pro объявил о создании второго состава в дисциплине Dota 2 一 VP.Prodigy. Основой этого состава послужили epileptick1d и Save-, которые остались в клубе после ухода из первой команды по Dota 2.
Идея довольно простая: второй состав даёт возможность молодым игрокам получить опыт игры на профессиональной сцене со всеми сопутствующими условиями, но без жёсткого давления c ожиданием мгновенного результата. Клуб получает в своё распоряжении игроков, которые в будущем могут стать частью основного состава или даже заменить его полностью в далекой перспективе.Сергей Гламазда, генеральный менеджер Virtus.pro
Первыми турнирами для VP.Prodigy стали Gaming World и StayHome Challenge, которые команда уверенно выиграла.
12 мая состав VP.Prodigy сыграл в финале WePlay! Pushka League S1: Division 1, где уступил одному из лидеров сезона — Team Secret. Но уже через пять дней команда выиграла Epic Prime League Season 1, в финале одержав победу над первым составом Virtus.pro.
1 и 2 ноября 2020 к команде присоединились Данил «gpk» Скутин (из Gambit Esports) и Ильяс «illias» Ганеев (из NAVI) соответственно.
5 ноября 2020 руководство клуба объявило, что состав VP.Prodigy становится первым и основным, выступающим под именем Virtus.pro.
18 января 2021 второй состав VP.Prodigy был набран заново — в него вошли игроки команды Team Generation, победившие в открытой квалификации ESL One CIS Online Season 1.
В 2022 году состав большую часть времени играл под нейтральным тегом Outsiders.
В 2023 году в клуб возвращаются Артём «fng» Баршак, взявший на себя роль капитана, и Сергей «G» Брагин, присоединившийся к команде в качестве тренера. Обновлённый состав занял 7-8 место на The International 2023.

#### Текущий состав
|                 | Ник             | Полное имя        | Роль            |
| Основной состав | Основной состав | Основной состав   | Основной состав |
| --------------- | --------------- | ----------------- | --------------- |
| Казахстан       | TA2000          | Айбек Токаев      | Керри           |
| Россия          | Daxak           | Никита Кузьмин    | Офлейнер        |
| Украина         | lorenof         | Артём Мельник     | Мидер           |
| Флаг Беларуси   | OneJey          | Иван Живицкий     | Поддержка       |
| Россия          | Rein            | Владислав Косыгин | Поддержка       |
| Тренер          |                 |                   |                 |
| Россия          | G               | Сергей Брагин     | Сергей Брагин   |

#### Достижения
| Место | Турнир                   | Дата       | Выигранные призовые (долл.) |
| ----- | ------------------------ | ---------- | --------------------------- |
| 7—8   | The International 2023   | 29.10.2023 | 84 489                      |
| 5—6   | The International 2021   | 17.10.2021 | 1 400 600                   |
| 1     | EPIC League (Season 2)   | 13.12.2020 | 200 000                     |
| 1     | ESL One Los Angeles 2020 | 19.04.2020 | 60 000                      |
| 9—12  | The International 2019   | 25.08.2019 | 514 951                     |
| 1     | The Kuala Lumpur Major   | 18.11.2018 | 350 000                     |
| 5—6   | The International 2018   | 23.08.2018 | 1 148 948                   |
| 2     | China Dota 2 Supermajor  | 10.06.2018 | 220 500                     |
| 1     | ESL One Birmingham       | 27.05.2018 | 500 000                     |
| 1     | The Bucharest Major      | 11.03.2018 | 500 000                     |
| 1     | ESL One Katowice 2018    | 25.02.2018 | 400 000                     |
| 1     | ESL One Hamburg 2017     | 29.10.2017 | 500 000                     |
| 5—6   | The International 2017   | 10.08.2017 | 1 110 956                   |
| 2     | The Kiev Major 2017      | 30.04.2017 | 500 000                     |
| 5—6   | The International 2015   | 07.08.2015 | 1 197 925                   |

### Counter-Strike

#### 2003
История Virtus.pro в Counter-Strike началась 1 ноября 2003 года. В первый состав по Counter-Strike вошли Виталий «Ant1killer» Смирнов, Иван «F_1N» Кочугов, Петр «Patrik» Захаров, Виктор «Sally» Филимонченко и Сергей «MegioN» Игнатко. Команда отметилась победами на 6 турнирах подряд, а также лучшим результатом среди российских коллективов на открытом первенстве СНГ Flashback Open Cup 2003.

#### 2004—2007
В 2004 году Virtus.pro обновил состав: в команду пришли LeX, groove и Flatra.
В мае команда VP победила на чемпионате «Пермский период» и выиграла национальные отборочные на Electronic Sports World Cup 2004. Поездка в Париж принесла команде бронзу, одержав победы над лидерами профессиональной сцены того времени — NoA и SK Gaming.
В апреле 2005 года VP отпраздновал победу на ACON5 一 престижном офлайн-турнире в Китае. В июне 2006 Virtus.pro также стал чемпионом NPCL 2006. В том же сезоне команда победила на таких турнирах, как КиберМетель 2006, Russian Championship 2006 и Intel Challenge Cup 2006.
14 августа 2007 к команде присоединились Иоанн «Edward» Сухарев и Даниил «Zeus» Тесленко. Virtus.pro заняла первые места на регулярных ASUS Open Summer 2007 и Intel Challenge Cup 2007.

#### 2008—2009
В начале сезоне 2008 состав победил в нескольких турнирах, включая ASUS Open Winter 2008, ASUS Open Summer 2008 и ASUS Open Autumn 2008, а также стал чемпионом на Intel Challenge Cup 2008. 2 июня Sally покинул команду, его место занял Михаил «Kane» Благин.
В июле 2009 года команда заняла первое место на Arbalet Cup #3. Спустя месяц VP одержали верх на летнем турнире ASUS Cup и осеннем Arbalet Cup 2009.
В середине ноября руководство клуба объявило о заморозке состава.

#### 2011—2012
В апреле 2011 года клуб вернулся в дисциплину. Состав по Counter-Strike сформировался из основных игроков команды Iron Will. Команда заняла 3-е место на eSport Universe, а затем 2-е место на отборочных к World Cyber Games 2011.

#### 2012—2013
Впервые состав по CS:GO появился у Virtus.pro 9 октября 2012. В него вошли Михаил «evil» Гаранин, Эмиль «kucher» Ахундов, Кирилл «ANGE1» Карасев, Тарас «craft1k» Войтенко и Даурен «AdreN» Кыстаубаев, однако после первой тренировочной игры в таком составе команду покинул craft1k. 24 октября команду покинул fox, а на смену ушедшим игрокам пришли Михаил «Dosia» Столяров и Сергей «Fox» Столяров. В следующие полгода команда сыграла в финалах нескольких крупных турниров, таких как StarLadder StarSeries IV и TECHLABS Cup 2013 Moscow, а самым крупным достижением для состава стала победа на StarLadder StarSeries V, в финале которого была одержана победа над Ninjas in Pyjamas. Этим VP прервала рекордную череду побед NiP на турнирах: до встречи с VP шведы не проигрывали 87 карт подряд.
2 июня было объявлено о том, что место AdreN в основном составе займёт словацкий снайпер Ладислав «GuardiaN» Ковач. В таком составе Virtus.pro лишь однажды удалось дойти до финала турнира, и 18 июля команда была распущена.

#### 2014—2018
25 января 2014 Virtus.pro возвращается в CS:GO с подписанием польского состава AGAiN: TaZ, NEO, pashaBiceps, Snax и byali. 16 марта польская пятерка добилась главного на тот момент достижения в истории Virtus.pro в CS:GO — победы на мейджоре ESL One Katowice 2014. Впоследствии игроки «польской пятёрки» VP 12 раз получали титул MVP на различных турнирах: snax — 7 раз, NEO — 2 раза, pashaBiceps — 3 раза. Также игроки Virtus.pro по CS:GO семь раз попадали в список 20 лучших игроков мира по версии HLTV: snax — 4 раза, а NEO, pashaBiceps и byali — по одному разу. С момента подписания польский состав команды не менялся более четырёх лет — это абсолютный рекорд на профессиональной сцене.
В апреле состав занял 2-е место на Copenhagen Games 2014, а летом выиграл FACEIT Spring League 2014 и Gfinity G3, в конце года также став чемпионом Caseking King of Kings Acer A-Split Invitational.
2 февраля 2015 к команде присоединился kuben в качестве тренера.
2015 год начался для Virtus.pro с 3-4 места на ESL One: Katowice 2015. В апреле VP победили на Copenhagen Games 2015 и ESEA Season 18 — Global Invite Division.
Затем последовали победы на CEVO Season 7 Professional, ESL ESEA Pro League Invitational, CEVO Season 8 Professional, StarLadder i-League Invitational #1, ELEAGUE Season 1 и DreamHack Open Bucharest 2016.
В декабре 2016 года клуб перезаключил контракты с действующими игроками сроком на 4 года.
В октябре 2016 состав занял вторые места на ESL One: New York 2016 и EPICENTER 2016. В январе 2017 года VP завершил World Electronic Sports Games 2016 на 3-м месте и финишировал вторым на ELEAGUE Major: Atlanta 2017. Спустя месяц команда выиграла DreamHack Masters Las Vegas 2017, за что капитан команды TaZ получил от владельца VP Антона Черепенникова автомобиль Mercedes-Benz, который тот обещал подарить в случае победы на этом турнире. В июле 2017 года Ярослав «pashaBiceps» Яжомбковски снялся в рекламном ролике MediaMarkt, а летом 2018 года принял участие в рекламной кампании банка Тинькофф, снявшись в промо-роликах в поддержку карты для геймеров. Осенью 2017 Virtus.pro стали серебряными призёрами EPICENTER 2017 и StarLadder i-League Invitational #2.
После выступления на ELEAGUE Major: Boston 2018 TaZ покинул состав, его место занял MICHU. В марте команда заняла 2 место на V4 Future Sports Festival — Budapest 2018.
В июне 2018 команда VP стала серебряным призёром на CS:GO Asia Championships 2018. 27 июня вместо Snax в команду пришёл morelz в качестве стендина. Morelz не сумел закрепиться в команде и 2 августа 2018 он был переведён в запас, а в основном составе его сменил snatchie. Однако вскоре основной состав покинул byali, а morelz занял его место.
13 декабря 2018 руководство Virtus.pro объявило о приостановке выступлений состава по CS:GO в связи с неудовлетворительными результатами. 24 декабря стал известен новый состав команды: snatchie, MICHU, TOAO, snax и byali.

#### 2019
В 2019 году в разное время в составе Virtus.pro играли Vegi, OKOLICIOUZ, phr.
16 декабря 2019 Virtus.pro распустил польскую команду и подписал состав казахстанского клуба AVANGAR — вице-чемпионов StarLadder Berlin Major 2019.
Суммарная стоимость трансфера оценивалась в 1,2—2 млн долларов, что делало эту сделку крупнейшей в СНГ и одной из самых дорогих в мире.

#### 2020
23 мая 2020 buster ушёл в запас, его место в составе занял Марэк «YEKINDAR» Галинскис из pro100. Кроме того, к команде присоединились Алексей «Flatra» Злобич и Максим «MaAd» Гончаров в качестве второго тренера и аналитического психолога соответственно. 25 сентября 2020 года Злобич и Гончаров покинули клуб.
25 октября 2020 года VP стали победителями IEM New-York 2020 Online: CIS, обыграв в финале белорусскую команду «Nemiga Gaming» со счётом 3-1.
6 декабря 2020 команда победила в гранд-финале второго сезона лиги Flashpoint, обыграв европейский коллектив OG и получив $500 тыс., что стало самым крупным призовым фондом для команды.

#### 2022
13 ноября состав под тегом Outsiders победила на IEM Rio Major 2022 — главном турнире осени по CS:GO, обыграв датскую Heroic и заработав 500 тысяч долларов США. 5 декабря у Virtus.pro появился женский состав по CS:GO — VP.Angels. 18 декабря игрок Virtus.pro Камиль «Koma» Биктимиров был пожизненно дисквалифицирован со всех турниров Valve за передачу аккаунтов третьим лицам во время турниров.

#### 2023
2 ноября 2023 года состав одержал победу на Roobet Cup 2023.

#### 2024
15 апреля Virtus.pro объявили о трансфере одного из самых успешных и титулованных игроков в Counter-Strike — Дениса «electroNic» Шарипова.
3 июня Андрей «Xoma» Мироненко стал новым главным тренером, заменив Дастана «dastan» Акбаева.
3 сентября «после детального обсуждения с игроками команды» главным тренером стал аналитик команды Павел «PASHANOJ» Легостаев.
11 декабря капитан и по совместительству снайпер команды Джами «Jame» Али был переведён в запас.
28 декабря Давид «n0rb3r7» Даниелян покинул основной состав.
29 декабря к команде присоединились Кайсар «ICY» Файзнуров и Тимур «FL4MUS» Марев.

#### 2025
22 апреля, после вылета с последнего места на IEM Melbourne 2025, Павел «PASHANOJ» Легостаев покидает свой пост главного тренера.
26 апреля новым главным тренером стал Иван «F_1N» Кочугов
25 июня к команде присоединился Илья «Perfecto» Залуцкий

#### Текущий состав
|                 | Ник             | Полное имя       | Роль            | Присоединился   |
| Основной состав | Основной состав | Основной состав  | Основной состав | Основной состав |
| --------------- | --------------- | ---------------- | --------------- | --------------- |
| Флаг Казахстана | ICY             | Кайсар Файзнуров | Снайпер         | 29 декабря 2024 |
| Россия          | FL1T            | Евгений Лебедев  | Стрелок         | 22 октября 2021 |
| Россия          | fame            | Петр Болышев     | Стрелок         | 31 мая 2022     |
| Россия          | Perfecto        | Илья Залуцкий    | Стрелок         | 25 июня 2025    |
| Россия          | electroNic      | Денис Шарипов    | Капитан         | 15 апреля 2024  |
| Тренер          |                 |                  |                 |                 |
| Россия          | F_1N            | Иван Кочугов     | Иван Кочугов    | 26 апреля 2025  |

#### Достижения
| Место | Турнир                                         | Место проведения | Дата                    | Призовые  |
| 2013  | 2013                                           | 2013             | 2013                    | 2013      |
| ----- | ---------------------------------------------- | ---------------- | ----------------------- | --------- |
| 2     | TECHLABS Cup 2013                              | Москва           | 23 марта                | 4000 $    |
| 3     | Copenhagen Games 2013                          | Копенгаген       | 29—31 марта             | 5129 $    |
| 1     | SLTV StarSeries V Finals                       | Киев             | 4—7 апреля              | 6000 $    |
| 3     | DreamHack Summer 2013                          | Йёнчёпинг        | 15—17 июня              | 3863 $    |
| 2     | RaidCall EMS One Summer 2013 Finals            | Кёльн            | 29—30 июня              | 7000 $    |
| 3     | SLTV StarSeries VI Finals                      | Киев             | 4—7 июля                | 2500 $    |
| 2014  |                                                |                  |                         |           |
| 1     | ESL Major Series One Katowice 2014             | Катовице         | 13—16 марта             | 100 000 $ |
| 2     | Copenhagen Games 2014                          | Копенгаген       | 17—19 апреля            | 8289 $    |
| 3     | ESEA Invite Season 16 Global Finals            | Даллас           | 28—29 июня              | 4500 $    |
| 1     | Gfinity 3                                      | Лондон           | 2—3 августа             | 20 000 $  |
| 5—8   | ESL One Cologne 2014                           | Кёльн            | 14—17 августа           | 10 000 $  |
| 3     | Game Show Season 1 Finals                      | Москва           | 3—5 октября             | 3000 $    |
| 3     | FACEIT League Season 2 Finals                  | Милан            | 24—26 октября           | 5000 $    |
| 3     | ESWC 2014                                      | Париж            | 30 октября — 2 ноября   | 10 000 $  |
| 3     | Fragbite Masters Season 3 Finals               | Стокгольм        | 8—9 ноября              | 5401 $    |
| 3     | DreamHack Winter 2014                          | Йёнчёпинг        | 27—29 ноября            | 22 000 $  |
| 2     | ESEA Invite Season 17 Global Finals            | Даллас           | 6—7 декабря             | 6000 $    |
| 2015  |                                                |                  |                         |           |
| 3     | ESL One Katowice 2015                          | Катовице         | 12—15 марта             | 22 000 $  |
| 3     | Gfinity 2015 Spring Masters 1                  | Лондон           | 20—22 марта             | 7000 $    |
| 1     | Copenhagen Games 2015                          | Копенгаген       | 2—4 апреля              | 15 153 $  |
| 1     | ESEA Invite Season 18 Global Finals            | Даллас           | 17—19 апреля            | 70 000 $  |
| 3     | FACEIT League 2015 Stage 1 Finals              | Лондон           | 1—3 мая                 | 9500 $    |
| 2     | Gfinity 2015 Spring Masters 2                  | Лондон           | 16—17 мая               | 15 000 $  |
| 3     | ESL ESEA Pro League Season 1 Finals            | Кёльн            | 2—5 июля                | 25 000 $  |
| 1     | CEVO Professional Season 7 Finals              | Колумбус (Огайо) | 24—26 июня              | 30 000 $  |
| 3     | ESL One Cologne 2015                           | Кёльн            | 20—23 августа           | 22 000 $  |
| 1     | ESL ESEA Dubai Invitational 2015               | Дубай            | 10—12 сентября          | 100 000 $ |
| 3     | Gfinity 2015 Champion of Champions             | Бирмингем        | 26—27 сентября          | 10 000 $  |
| 2     | PGL Season 1 Finals                            | Бухарест         | 2—4 октября             | 20 000 $  |
| 5—8   | DreamHack Open Cluj-Napoca 2015                | Клуж-Напока      | 28 октября — 1 ноября   | 10 000 $  |
| 1     | CEVO Professional Season 8 Finals              | Колумбус (Огайо) | 6—8 ноября              | 40 000 $  |
| 3     | FACEIT League Stage 3 Finals at DH Winter 2015 | Йёнчёпинг        | 26—28 ноября            | 25 000 $  |
| 2016  |                                                |                  |                         |           |
| 5—8   | MLG Major Championship: Columbus 2016          | Колумбус (Огайо) | 29 марта — 3 апреля     | 35 000 $  |
| 3     | CEVO Gfinity Professional Season 9 Finals      | Лондон           | 28 апреля — 1 мая       | 12 500 $  |
| 3     | Counter Pit League Season 2 Finals             | Сплит (город)    | 17—18 мая               | 10 400 $  |
| 1     | SL i-League Invitational #1                    | Киев             | 19—22 мая               | 50 000 $  |
| 1     | ELEAGUE Season 1                               | Атланта          | 24 мая — 30 июля        | 390 000 $ |
| 3     | ESL One Cologne 2016                           | Кёльн            | 5—10 июля               | 70 000 $  |
| 3     | DreamHack ZOWIE Open Bucharest 2016            | Бухарест         | 16—18 сентября          | 50 000 $  |
| 2     | ESL One New York 2016                          | Нью-Йорк         | 30 сентября — 2 октября | 50 000 $  |
| 2     | EPICENTER: Moscow                              | Москва           | 17—23 октября           | 100 000 $ |
| 2017  |                                                |                  |                         |           |
| 3     | WESG 2016 World Finals                         | Чанчжоу          | 12—15 января            | 200 000 $ |
| 2     | ELEAGUE Major: Atlanta 2017                    | Атланта          | 22—29 января            | 150 000 $ |
| 1     | DreamHack Masters Las Vegas 2017               | Лас-Вегас        | 15—19 февраля           | 200 000 $ |
| 3     | PGL Major Kraków 2017                          | Краков           | 16—23 июля              | 70 000 $  |
| 2     | EPICENTER 2017                                 | Санкт-Петербург  | 24—29 октября           | 100 000 $ |
| 2     | SL i-League Invitational Shanghai 2017         | Шанхай           | 2—5 ноября              | 35 000 $  |
| 2018  |                                                |                  |                         |           |
| 15—16 | ELEAGUE Major: Boston 2018                     | Атланта & Бостон | 19—28 января            | 8750 $    |
| 2     | V4 Future Sports Festival 2018                 | Будапешт         | 23—25 марта             | 119 000 $ |
| 2     | CS:GO Asia Championships 2018                  | Шанхай           | 14—18 июня              | 60 000 $  |
| 3     | IEM Shanghai 2018                              | Шанхай           | 1—6 августа             | 22 000 $  |
| 23—24 | FACEIT Major: London 2018                      | Лондон           | 12—23 сентября          | —         |
| 2019  |                                                |                  |                         |           |
| 2     | V4 Future Sports Festival 2019                 | Будапешт         | 18—22 сентября          | 77 300 $  |
| 3     | cs_summit 5                                    | Лос-Анджелес     | 12—15 декабря           | 18 500 $  |
| 2020  |                                                |                  |                         |           |
| 1     | Flashpoint Season 2                            | Онлайн           | 10 ноября — 6 декабря   | 500 000 $ |
| 1     | DreamHack Open December 2020                   | Онлайн           | 10—13 декабря           | 50 000 $  |
| 2021  |                                                |                  |                         |           |
| 1     | cs_summit 7                                    | Онлайн           | 25—31 января            | 100 000 $ |
| 2     | IEM Katowice 2021                              | Онлайн           | 18—28 февраля           | 180 000 $ |
| 1     | Pinnacle Fall Series #1                        | Онлайн           | 30 августа — 9 сентября | 40 000 $  |
| 5—8   | PGL Major Stockholm 2021                       | Стокгольм        | 30 октября — 7 ноября   | 70 000 $  |
| 3     | IEM Winter 2021                                | Стокгольм        | 2—12 декабря            | 20 000 $  |
| 2022  |                                                |                  |                         |           |
| 15—16 | PGL Major Antwerp 2022                         | Антверпен        | 14—22 мая               | 8 750 $   |
| 2     | ESL Challenger Valencia 2022                   | Валенсия         | 1—3 июля                | 20 000 $  |
| 1     | ESL Challenger Rotterdam 2022                  | Роттердам        | 16—18 октября           | 50 000 $  |
| 1     | IEM Rio Major 2022                             | Рио-де-Жанейро   | 5—13 ноября             | 500 000 $ |
| 2023  |                                                |                  |                         |           |
| 1     | ESL Challenger Katowice 2023                   | Катовице         | 9—11 июня               | 50 000 $  |
| 1     | CCT Season 1 Online Finals #2                  | Онлайн           | 2—10 августа            | 100 000 $ |
| 1     | Roobet Cup 2023                                | Онлайн           | 25 октября — 2 ноября   | 150 000 $ |
| 2     | Thunderpick World Championship 2023            | Онлайн           | 27 октября — 5 ноября   | 100 000 $ |
| 3     | ESL Challenger at DreamHack Winter 2023        | Йёнчёпинг        | 24—26 ноября            | 10 000 $  |
| 2     | BetBoom Dacha Dubai 2023                       | Дубай            | 5—10 декабря            | 60 000 $  |
| 1     | ESL Challenger at DreamHack Atlanta 2023       | Атланта          | 15—17 декабря           | 50 000 $  |
| 2024  |                                                |                  |                         |           |
| 9—11  | PGL Major Copenhagen 2024                      | Копенгаген       | 21—31 марта             | 20 000 $  |
| 3     | BLAST Premier Spring Final 2024                | Лондон           | 12—16 июня              | 40 000 $  |
| 3—4   | Esports World Cup 2024                         | Эр-Рияд          | 17—21 июля              | 85 000 $  |
| 20—22 | Perfect World Shanghai Major 2024              | Шанхай           | 30 ноября — 15 декабря  | 10 000 $  |

Жирным шрифтом отмечены Мейджоры по Counter-Strike от VALVE

### Rainbow Six Siege
16 мая 2020 Virtus.pro выкупает игроков клуба forZe по Rainbow Six Siege. Новый состав Virtus.pro выигрывает свой первый турнир, Russian Major League, не проиграв ни одной карты. Вторым испытанием для команды стал благотворительный турнир European Open Clash, проходивший в мае-июне 2020 года, на котором Virtus.pro вновь заняли первое место.
31 августа Amision был переведён в запас, а 1 сентября его место в составе занял Андрей «m1loN» Миронов.
20 декабря 2023 команда была дисквалифицирована с турнира Malta Cyber Series: VII из-за «национального происхождения игроков».
На Six Invitational 2024 команда заняла третье место, уступив только будущим чемпионам w7m esports в овертайме решающей карты.

#### Текущий состав
|                 | Ник             | Полное имя         |
| Основной состав | Основной состав | Основной состав    |
| --------------- | --------------- | ------------------ |
| Россия          | Always          | Дмитрий Митрахович |
| Россия          | p4sh4           | Павел Косенко      |
| Россия          | dan             | Данила Донцов      |
| Россия          | JoyStiCK        | Данил Габов        |
| Россия          | ShepparD        | Артур Ипатов       |
| Тренер          |                 |                    |
| Эстония         | karzheka        | Евгений Петришин   |

### Escape from Tarkov: Arena
5 декабря 2023 года Virtus.pro подписывает состав по EFT: Arena. Основу ростера составили бывшие игроки клуба в дисциплине Rainbow Six Siege. Первым турниром для команды стал DreamHack Hannover с призовым фондом €100,000, где VP удалось занять второе место.
26 марта Артём «wTg» Морозов покинул команду, на замену ему присоединился Андрей «Andreezy» Бавиян, который ранее представлял VP в R6.

#### Текущий состав
|                 | Ник             | Полное имя        |
| Основной состав | Основной состав | Основной состав   |
| --------------- | --------------- | ----------------- |
| Россия          | Rask            | Алан Али          |
| Россия          | Andreezy        | Андрей Бавиян     |
| Россия          | FMX             | Ярослав Курзин    |
| Россия          | magiik777       | Кирилл Русанов    |
| Россия          | H4RD            | Виктор Алёхин     |
| Тренер          |                 |                   |
| Россия          | valder          | Владимир Поспелов |

### PUBG Mobile
30 марта 2021 года Virtus.pro объявил о подписании состава New Era по PUBG Mobile. 26 мая 2023 года VP объявила о роспуске данного состава.
21 марта 2024 года «медведи» представили новый состав по PUBG Mobile. Первым турниром данного состава стал чемпионат PMSG.

#### Текущий состав
|                 | Ник             | Полное имя           |
| Основной состав | Основной состав | Основной состав      |
| --------------- | --------------- | -------------------- |
| Казахстан       | MALOYYY         | Максим Холодняк      |
| Россия          | FROZEN          | Иван Леонтьев        |
| Россия          | Tixzy           | Даниил Гордеев       |
| Россия          | Eragon          | Артём Зорин          |
| Тренер          |                 |                      |
| Россия          | KOMPOT          | Кристиан-Роман Корбу |

### Standoff 2
25 марта 2024 года Virtus.pro объявили об открытии нового подразделения в Standoff 2, подписав ростер команды SaiNts. Первым турниром для VP стал Winline Epic Standoff 2 Season 8, где состав смог занять первое место и заработать 400 000 ₽.

#### Текущий состав
|                 | Ник             | Полное имя      | Присоединился |
| Основной состав | Основной состав | Основной состав |               |
| --------------- | --------------- | --------------- | ------------- |
| Россия          | Lunax           | Никита Макаров  | 25.03.2024    |
| Россия          | reason          | Самир Курбанов  | 25.03.2024    |
| Армения         | Rendyy          | Грачь Акопян    | 09.04.2025    |
| Грузия          | PorcelaiN       | Леван Гаспаров  | 09.04.2025    |
| Россия          | GentlemaN       | Артём Беляев    | 09.07.2024    |
| Тренер          |                 |                 |               |
| Россия          | JOHNY           | Тимур Ризаев    | 25.03.2024    |

| Место | Турнир                              | Место проведения | Дата                    | Призовые  |
| ----- | ----------------------------------- | ---------------- | ----------------------- | --------- |
| 1     | Winline Epic Standoff 2: Season 8   | Мир              | 28.03.2024 — 07.04.2024 | 400 000 ₽ |
| 2     | Winline Epic Standoff 2: Season 9   | Мир              | 25.04.2024 — 05.05.2024 | 250 000 ₽ |
| 5—6   | Winline Epic Standoff 2: Major 2024 | Москва           | 10.07.2024 — 14.07.2024 | 150 000 ₽ |
| 9—12  | Winline Epic Standoff 2: Season 11  | Мир              | 01.08.2024 — 11.08.2024 | -         |
| 2     | Scam-off Beeline                    | Мир              | 23.08.2024 — 25.08.2024 | 200 000 ₽ |
| 3     | Winline Epic Standoff 2: Season 12  | Мир              | 04.09.2024 — 15.09.2024 | 150 000 ₽ |
| 3—4   | Winline Epic Standoff 2: Season 13  | Мир              | 08.10.2024 — 20.10.2024 | 125 000 ₽ |
| 3—4   | Winline Epic Standoff 2 Major #2    | Москва           | 25.11.2024 — 30.11.2024 | 600 000 ₽ |

### EA Sports FC
1 апреля 2024 года у Virtus.pro появился состав по EA Sports FC. В него вошли Роберт «Ufenok77» Фахретдинов и Даниил «Abel» Абельдяев.

### Apex Legends
14 августа 2019 у Virtus.pro появился состав по Apex Legends после подписания скандинавской команды FlavorOfTheMonth. На своём дебютном турнире Apex Legends Preseason Invitational команда заняла 14 место.
1 июня 2020 было объявлено о роспуске состава.
10 апреля 2024 Virtus.pro подписывает австралийский состав Team Burger.
22 ноября 2024 Virtus.pro подписали североамериканский ростер.

#### Текущий состав
|                           | Ник   | Полное имя      |
| ------------------------- | ----- | --------------- |
| Соединённые Штаты Америки | slayr | Эван Райлс      |
| Соединённые Штаты Америки | lou   | Трентон Клеменц |
| Соединённые Штаты Америки | Zach  | Закари Мэйзер   |

### PlayerUnknown’s Battlegrounds
14 декабря 2020 Virtus.pro открыл подразделение по PlayerUnknown’s Battlegrounds. 19 декабря 2021 года состав занял 3 место на чемпионате мира PUBG Global Championship 2021.
22 июля 2022 года Virtus.pro уходит из дисциплины и распускает команду.
3 мая 2024 года VP объявил о возвращении в данную дисциплину, подписывая интернациональный состав, который ранее выступал под тегом MadBulls. Первым турниром, в котором выступят Virtus.pro, будет PUBG Global Series 2024 Phase 3.

#### Текущий состав
|                 | Ник             | Полное имя          |
| Основной состав | Основной состав | Основной состав     |
| --------------- | --------------- | ------------------- |
| Нидерланды      | ibiza           | Йорд ван Гелдере    |
| Хорватия        | Lukarux         | Лука Рукавина       |
| Хорватия        | NIXZYEE         | Нино Мекич          |
| Дания           | Beami           | Бенжамин Стеффенсен |
| Тренер          |                 |                     |
| Великобритания  | Scoom           | Кейрон Прескотт     |

### Rennsport
30 апреля 2024 года Virtus.pro вступили в лигу ESL R1 по автосиму Rennsport, которая стала первой дисциплиной организации в данном жанре. 3 мая VP представили свой ростер: Олег Жолобов, Данила Черепенин, Даниил Тылык, Михаил Быков, Антон Токбулатов (менеджер состава).
31 января 2025 Virtus.pro подписали новый состав: Дэир Маккормак, Кевин Эллис, Михаил Стаценко и Войтек Фиала. Олег Жолобов остался в команде в качестве резервного пилота.

### Honor of Kings
В мае 2024 года Virtus.pro подписали состав по мобильной MOBA Honor of Kings.
|                 | Ник             | Полное имя          |
| Основной состав | Основной состав | Основной состав     |
| --------------- | --------------- | ------------------- |
| Грузия          | Prince          | Николози Беруашвили |
| Россия          | GrizzlyQ        | Дмитрий Свистов     |
| Тренер          |                 |                     |
| Россия          | Hydr0           | Кирилл Ситников     |

### Overwatch 2
В июне 2024 у Virtus.pro появился состав по Overwatch 2. В него вошли игроки, ранее выступавшие под тегом Ataraxia.
20 января 2025 клуб подписал новый интернациональный состав. 2 мая 2025 года Virtus.pro подписали шестого игрока Eisgnom
|                  | Ник             | Полное имя          |
| Основной состав  | Основной состав | Основной состав     |
| ---------------- | --------------- | ------------------- |
| Республика Корея | JaeWoo          | Ким ЧжэУ            |
| Республика Корея | FiXa            | Квон Ёнхун          |
| Испания          | Galaa           | Хесус Нуньес Лопез  |
| Финляндия        | Vestola         | Илари Вестола       |
| Дания            | sHockWave       | Никлас Шмидт Йенсен |
| Германия         | Eisgnom         | Йонас Стратемайер   |
| Тренер           |                 |                     |
| Республика Корея | SMASH           | Чо Би-вон           |

### Call of Duty: Warzone
28 декабря Virtus.pro подписали состав по CoD: Warzone.
|                           | Ник             | Полное имя                   |
| Основной состав           | Основной состав | Основной состав              |
| ------------------------- | --------------- | ---------------------------- |
| Соединённые Штаты Америки | Newbz           | Эди Альберто Хуан            |
| Соединённые Штаты Америки | Dongy           | Кристофер Аллен Ледбиттер мл |
| Мексика                   | Sage            | Анхель Эдвард Киньонес       |

### Deadlock
1 февраля 2025 у Virtus.pro появился состав по Deadlock.
|                 | Ник             | Полное имя        |
| Основной состав | Основной состав | Основной состав   |
| --------------- | --------------- | ----------------- |
| Великобритания  | lystic          | Джош Доудэлл      |
| Россия          | obikym          | Илья Слободской   |
| Великобритания  | Zerggy          | Карсон Лёнг       |
| Латвия          | sharyk          | Нормунд Фатерин   |
| Финляндия       | MikaelS         | Микаэл Суонтама   |
| Болгария        | Dimov           | Иван Димов        |
| Тренер          |                 |                   |
| Великобритания  | LȊGHTBRINGER    | Лукас Милошевский |

### Mobile Legends: Bang Bang
У Virtus.pro есть два состава по MLBB — женский и мужской. Первый был подписан 12 февраля 2025, второй — на следующий день.
|                | Ник            | Полное имя            |
| Женский состав | Женский состав | Женский состав        |
| -------------- | -------------- | --------------------- |
| Вьетнам        | DAISY          | Нонг Тхи Нгоц Ань     |
| Индонезия      | Starsoyy       | Аниса Путри           |
| Вьетнам        | SAA            | Ванг Тхи Йен Нхи      |
| Индонезия      | Feyy           | Фениса Хамида Меранти |
| Вьетнам        | KAO            | До Тхи Хюен Транг     |
| Тренер         |                |                       |
| Индонезия      | BULAT          | Рахмад Фадилла        |

|                | Ник            | Полное имя       |
| Мужской состав | Мужской состав | Мужской состав   |
| -------------- | -------------- | ---------------- |
| Россия         | zaur egoist    | Заур Магомадов   |
| Россия         | BadKot         | Денис Богомолов  |
| Россия         | Bober          | Дмитрий Беляев   |
| Россия         | Pluto          | Владимир Мисюрин |
| Россия         | Super Egorka   | Егор Бугаев      |
| Тренер         |                |                  |
| Филиппины      | FlySolo        | Кеннет Колома    |

### Marvel Rivals
19 февраля 2025 года Virtus.pro подписали европейский состав по Marvel Rivals.
|                 | Ник             | Полное имя         |
| Основной состав | Основной состав | Основной состав    |
| --------------- | --------------- | ------------------ |
| Исландия        | Finnsi          | Финнбьёрн Йонассон |
| Франция         | dridro          | Артур Занто        |
| Дания           | Sypeh           | Миккель Кляйн      |
| Швеция          | Nevix           | Андреас Карлссон   |
| Швеция          | SparkR          | Уильям Андерссон   |
| Германия        | phi             | Филипп Хандке      |

### Teamfight Tactics
3 мая 2025 года Virtus.pro подписывают вьетнамский состав по Teamfight Tactics.
|         | Ник       | Полное имя      |
| ------- | --------- | --------------- |
| Вьетнам | K1an      | Фам Чыонг Ан    |
| Вьетнам | Maris     | Зыонг Нгуен Ань |
| Вьетнам | NCC1      | Фан Тхань Куанг |
| Вьетнам | Milo      | Ле Дык Хай      |
| Тренер  |           |                 |
| Вьетнам | Le Chuyen | Ле Ван Чюэн     |

#### Достижения
| Место | Турнир                      | Место проведения | Дата          | Призовые |
| ----- | --------------------------- | ---------------- | ------------- | -------- |
| 5-6   | Asian Champions League 2025 | Шанхай           | 8—18 мая 2025 | 6000 $   |

### CrossFire
12 мая 2025 года Virtus.pro подписали состав по CrossFire.
|         | Ник     | Полное Имя       |
| ------- | ------- | ---------------- |
| Вьетнам | LDX     | Лыонг Дык Туан   |
| Вьетнам | Nevis   | Нгуен Тхань Луан |
| Вьетнам | DUCTOAN | Нгуен Дык Тоан   |
| Вьетнам | HIEUMEO | Фам Ван Хиеу     |
| Вьетнам | JRK     | Фан Тан Нгуен    |
| Вьетнам | Piemmmm | Чан Тхиен Фук    |

### Шахматы
13 мая 2025 года Virtus.pro подписали игрока по шахматам Андрея Есипенко.
|        | Полное имя      |
| ------ | --------------- |
| Россия | Андрей Есипенко |

### Fatal Fury
13 мая 2025 года Virtus.pro подписали игрока по Fatal Fury.
|                           | Ник      | Полное имя       |
| ------------------------- | -------- | ---------------- |
| Соединённые Штаты Америки | Cloud805 | Джонатон Моралес |

### Free Fire
6 мая 2022 года Virtus.pro подписали состав Free Fire. 28 октября 2022 года Virtus.pro решили уйти из дисциплины. 14 мая 2025 года объявили в возвращение в дисциплину.
|         | Ник      | Полное имя          |
| ------- | -------- | ------------------- |
| Таиланд | DIAMOND  | Ваттана Ойюмеча     |
| Таиланд | XPOZY    | Пурипат Чунсритонг  |
| Таиланд | NAMELESS | Нитиват Теампак     |
| Таиланд | SMING    | Ханчосак Пхаккиннон |
| Тренер  |          |                     |
| Таиланд | POSEIDON | Порнсири Сичунг     |

### Tekken
14 мая 2025 года Virtus.pro подписали состав по Tekken.
|                  | Ник    | Полное имя |
| ---------------- | ------ | ---------- |
| Республика Корея | Mangja | Пак Гунхо  |

## Закрытые подразделения

### StarCraft II
Первый состав по SC появился у Virtus.pro в 2011 году. В него входили Revolver, Vasilisk, Turuk, и Roll. В 2014 году клуб распустил игроков и вышел из этой дисциплины.
В мае 2024 «медведи» вернулись в StarCraft II, подписав американского киберспортсмена Максвелла «Astrea» Энджела. В сентябре того же года Astrea покинул VP.

### Fortnite
19 июля 2018 у Virtus.pro появился состав по Fortnite: в команду вошли Джамал «Jamside» Сайдаев и Артур «7ssk7» Кюршин. 21 сентября был подписан ещё один дуэт: Дмитрий «HURMA» Гейнц и Сейд-Магомед «FIVESKILL» Эдильгиреев.
Jamside и 7ssk7 попали в топ-10 на крупном турнире ESL Katowice Royale а также сумели отобраться на чемпионат мира по Fortnite, где заняли 33 место и заработали 100 000 долларов.
16 октября 2019 HURMA и FIVESKILL покинули Virtus.pro.
20 февраля 2020 7ssk7 покинул команду, вместо него был подписан Дмитрий «Siberiajkee» Воронин.
9 апреля к Virtus.pro присоединился Кирилл «Kiryache32» Гришин — самый популярный и успешный российский игрок в дисциплине. На момент подписания ему было 15 лет.
29 апреля 2021, спустя почти три года после подписания первого дуэта в Fortnite, клуб принял решение временно выйти из этой дисциплины.

#### Бывший состав
|        | Ник         | Полное имя      |
| ------ | ----------- | --------------- |
| Россия | Jamside     | Джамал Сайдаев  |
| Россия | Siberiajkee | Дмитрий Воронин |
| Россия | Kiryache32  | Кирилл Гришин   |

### Paladins
14 сентября 2017 года у Virtus.pro появился состав по Paladins. В изначальный ростер вошли eLvenpath, Simsiloo, CogCog, Sephicloud и isbittenner. Этот состав сумел одержать победу на PPL 2017 Fall Split Finals.
2 февраля 2018 isbittenner на правах аренды перешёл в команду Fnatic. 16 февраля команду покинули Simsiloo, CogCog и Sephicloud. Вместо них были подписаны emptyzeee, Madaarra, madmak и UnlimitedPower.
16 января 2019 Virtus.pro объявил об участии в PPL Season 3. 25 марта был объявлен новый состав: Брайс «Vex30» Келли, Себастьян «doesupz» Пинео, Мауро «Hecate» Вендрамин, Давид «Fisheko» Костадинов и Эспен «Sephicloud» Криспин. По ходу сезона вместо Hecate и Sephicloud в команду пришли Kruncy и Eraze.
24 декабря 2019 Virtus.pro распустили состав по Paladins и ушли из дисциплины.

#### Бывший состав
|                           | Ник     | Полное имя       |
| ------------------------- | ------- | ---------------- |
| Соединённые Штаты Америки | Vex30   | Брайс Келли      |
| Соединённые Штаты Америки | doesupz | Себастьян Пинео  |
| Болгария                  | Kcruncy | Керим Керимов    |
| Болгария                  | Fisheko | Давид Костадинов |
| Бельгия                   | Eraze   | Янник Хеус       |

### Artifact
В состав Virtus.pro по Artifact входили бывшие игроки клуба в Hearthstone. 21 июня 2018 Мария «Harleen» Кобзарь стала первым представителем Virtus.pro в Artifact. 23 ноября к ней присоединились Олжас «Naiman» Батырбеков и Артем «DrHippi» Кравец. В составе Virtus.pro Naiman занял 5—8 место на Artifact Preview Tournament а также выиграл несколько онлайн-турниров, таких как Artifact Masters Open: Winter #2 и Chronosphere Cup #2.
27 февраля 2019 Virtus.pro сократил своё присутствие в дисциплине: команду покинули DrHippi и Harleen.
10 сентября 2019 Naiman покидает Virtus.pro, клуб закрыл состав по Artifact.

#### Бывший состав
|           | Ник     | Полное имя       |
| --------- | ------- | ---------------- |
| Россия    | Harleen | Мария Кобзарь    |
| Украина   | DrHippi | Артём Кравец     |
| Казахстан | Naiman  | Олжас Батырбеков |

### League of Legends
28 июня 2014 у Virtus.pro появился первый состав по League of Legends после подписания ростера Dragon Team: PowerOfDreams, MirrorEnd, legat, Neon и Likkrit. 22 апреля 2015 этот состав был распущен.
16 ноября 2016 Virtus.pro получил слот в LCL и подписал новый состав: Paranoia, Blasting, SaNTaS, Doxy и SezzeR. 22 декабря место SezzeR занял Kreox. В таком составе команда выиграла весенний сплит Континентальной лиги 2017 года. На MSI 2017 в Бразилии «медведи» не смогли выйти из группы на стадии плей-ин.
19 сентября 2017 Virtus.pro распустил состав по LoL.

#### Бывший состав
|                 | Ник             | Полное имя          |
| Основной состав | Основной состав | Основной состав     |
| --------------- | --------------- | ------------------- |
| Дания           | Doxy            | Рафаэль Зараби      |
| Россия          | Clover          | Никита Корнюхин     |
| Россия          | Kreox           | Илья Гром           |
| Украина         | Paranoia        | Иван Типухов        |
| Дания           | P1noy           | Кристоффер Педерсен |
| Россия          | SaNTaS          | Александр Лифашин   |
| Тренер          |                 |                     |
| Россия          | Moo             | Дмитрий Суханов     |

### Quake Champions
29 июня Virtus.pro подписал контракт с Алексеем «Cypher» Янушевским. Он сумел пройти региональный отбор на QuakeCon 2017, однако не смог принять участие в турнире из-за того, что ему не разрешили въезд на территорию США.
Для участия в QuakeCon Virtus.pro подписал польского игрока Мацея «Av3k» Кшиковского, который дошёл до четвертьфинала турнира.
13 июня 2018 состав VP по Quake Champions был расформирован.

#### Бывший состав
|          | Ник    | Полное имя         |
| -------- | ------ | ------------------ |
| Беларусь | Cypher | Алексей Янушевский |
| Польша   | Av3k   | Мацей Кшиковский   |

### League of Legends: Wild Rift
28 января 2021 года Virtus.pro открывает состав по League of Legends: Wild Rift.

#### Бывший состав
|                 | Ник             | Полное имя       |
| Основной состав | Основной состав | Основной состав  |
| --------------- | --------------- | ---------------- |
| Россия          | Walhalla        | Рустам Болуров   |
| Грузия          | iSector         | Георгий Чичуа    |
| Россия          | BowBow          | Кирилл Макарычев |
| Россия          | Dante           | Алексей Сорокин  |
| Россия          | imaimagi        | Никита Сутемьев  |
| Тренер          |                 |                  |
| Россия          | SKasH           | Артур Ермолаев   |

### Street Figher 6
12 июня 2024 киберспортивный клуб Virtus.pro подписал контракт с китайским игроком в Street Fighter 6 Ло «Vxbao» Яньсинем. Под тегом организации он принял участие в EWC 2024 в Рияде, где занял 17-24 место. Вскоре после турнира он покинул клуб.

### Warface
14 июня 2022 года у Virtus.pro появился состав по Warface. Первым турниром для команды стал Warface VK Play Cup, где «медведи» заняли второе место. С тех пор состав VP стабильно входит в топ сильнейших команд региона и выигрывает различные трофеи, такие как PRO.SPRING 2023 и PRO.Fall.
21 марта 2025 «медведи» объявили об уходе из Warface по причине того, что клуб не смог договориться с издателем об условиях нового соглашения.
|               | Ник           | Полное имя         |
| Бывший состав | Бывший состав | Бывший состав      |
| ------------- | ------------- | ------------------ |
| Россия        | Трейз         | Али Тагиев         |
| Россия        | Хокардик      | Никита Лазаренко   |
| Россия        | Громэр        | Звиад Зардиашвили  |
| Россия        | КсэумХ        | Александр Губанов  |
| Россия        | Фэибер        | Святослав Кузнецов |

### Иное
В разные годы у клуба были составы по Heroes of the Storm, World of Tanks, CrossFire и War Inc, Rage of Titans, которые были закрыты ввиду низкого приоритета самих дисциплин для клуба.

## Партнёрства
- Больше четырёх лет спонсором Virtus.pro была компания BenQ, занимающаяся производством компьютерной техники и электроники[162].
- В 2014 году спонсорами Virtus.pro были Tesoro (производитель игровой периферии)[163], а также Schneider Electric и их бренд APC (производитель ИБП)[164].
- В феврале 2015 цифровая торговая площадка G2A стала спонсором польского состава VP по CS:GO. 22 июля 2016 компания стала титульным спонсором всех составов Virtus.pro, а также студии RuHub[165].
- 1 июля 2016 было объявлено о партнёрстве Virtus.pro с производителем геймерских кресел Vertagear[166].
- 6 мая 2016 Virtus.pro и интернет-провайдер WIFIRE объявили о партнёрстве[167].
- 6 апреля 2017 партнёром Virtus.pro стала компания Mr.Cat (китайский организатор турниров и беттинговая платформа)[168].
- 14 апреля 2017 российское подразделение ритейлера MediaMarkt и киберспортивный холдинг ESforce, включая клуб Virtus.pro, заключили соглашение о стратегическом партнёрстве[169].
- 18 мая было объявлено о партнёрстве между PepsiCo и ESforce. Логотип «энергетика» Adrenaline Rush появился на форме всех составов Virtus.pro[170].
- 16 ноября 2017 производитель электроники LG стал техническим партнёром Virtus.pro[171].
- Летом 2018 года Virtus.pro объявили о заключении партнёрского соглашения с мобильным оператором МегаФон[172].
- 2 августа 2018 года партнёром Virtus.pro стала букмекерская компания Parimatch[173]. В конце 2019 года Parimatch стала спонсором двух составов клуба: по CS:GO и Dota 2[174].
- В феврале 2018 года бренд энергетических напитков Tornado Energy стал титульным спонсором команды Virtus.pro по Fortnite[175].
- 9 января 2019 производитель игровых кресел DXRacer стал партнёром Virtus.pro[176].
- В марте 2020 года партнёром Virtus.pro стал производитель игровых аксессуаров HyperX[177].
- 1 июля 2020 года автомобильный бренд Haval стал спонсором состава Virtus.pro по Dota 2[178].
- 25 августа 2021 криптовалютная биржа Bybit стала спонсором Virtus.pro[179].
- 2 января 2022 года букмекерская компания Winline стала генеральным партнёром клуба[180].
- 20 апреля 2023 Virtus.pro и бренд одежды Kappa объявили о партнёрстве[181].
- 12 октября 2023 Virtus.pro объявляет о начале партнёрства с сервисом быстрой доставки из ресторанов и магазинов Yandex Eats[182].
- 17 января 2024 Virtus.pro и бренд игровых компьютеров и аксессуаров Thunderobot объявили о партнёрстве[183].
- 14 марта 2025 Virtus.pro и компания-производитель потребительской электроники Samsung Electronics объявили о партнёрстве[184].